# Charles H. Sherrill

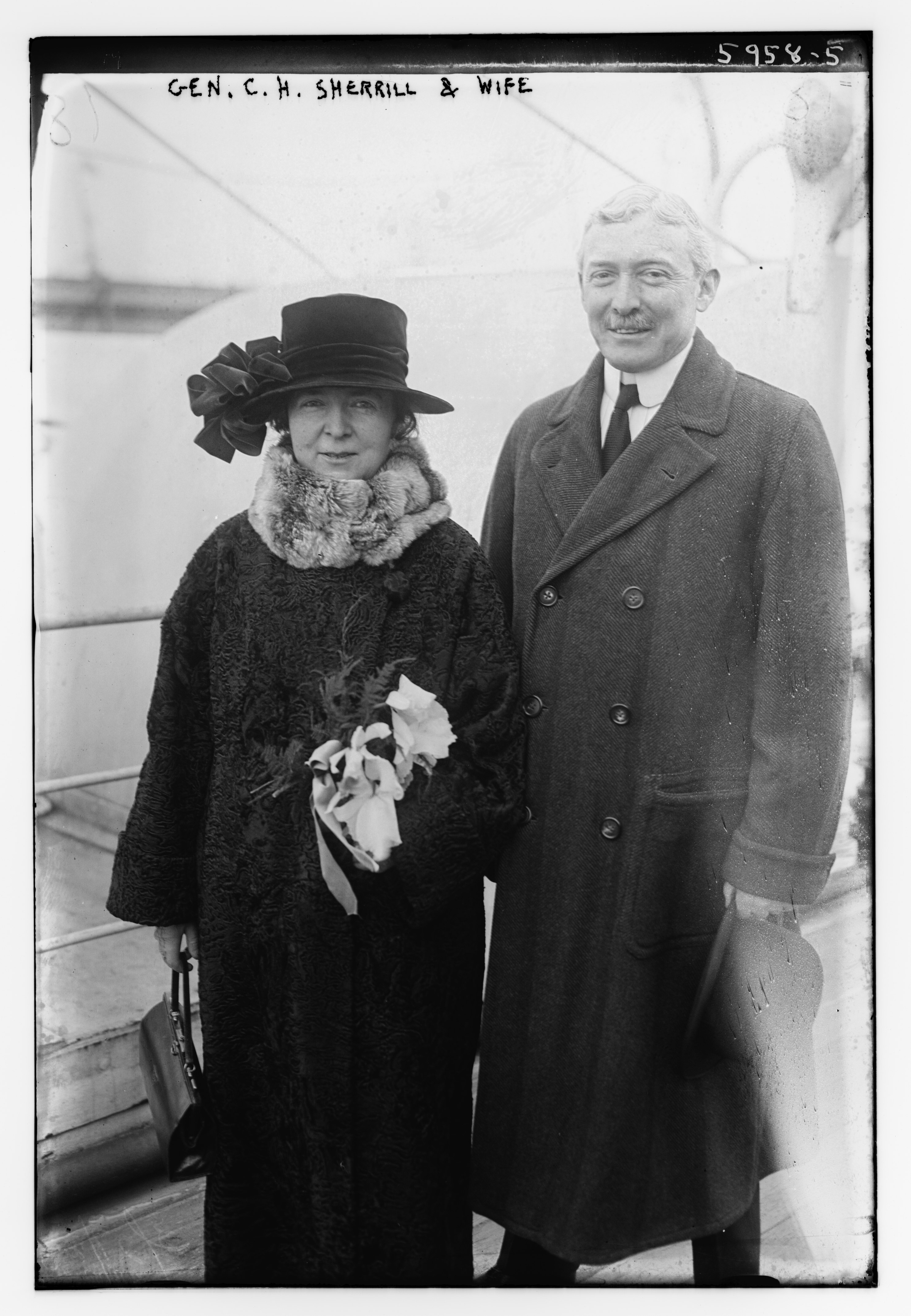
Charles H. Sherrill und seine Frau (1900)

Charles Hitchcock Sherrill (* 13. April 1867 in Washington, D.C.; † 25. Juni 1936 in Paris) war ein US-amerikanischer Diplomat, Sportler und Sportfunktionär.

## Leben
Der Sohn des New Yorker Politikers Charles H. Sherrill studierte an der Yale University, wo er vier Jahre lang Hochschulmeister der Ivy League im 100-Yards-Sprint war und den B.A. (1889), LL.B. (1891) und M.A. (1892) in Politischen Wissenschaften bzw. Jura machte. Sherrill gilt als Erfinder des Tiefstarts, den er 1888 zum ersten Mal verwendete. Nach dem Studium absolvierte er die Zulassungsprüfung als Anwalt und praktizierte erfolgreich in New York City.
Im Ersten Weltkrieg wurde er Brigadegeneral und der stellvertretende Kommandeur der Nationalgarde in New York. Von 1909 bis 1910 war er Botschafter der Vereinigten Staaten in Argentinien, von 1932 bis 1933 in der Türkei. Von 1919 bis 1931 war er Mitglied des Hochschulrates der New York University. Von 1926 bis 1930 war er Direktor der New York University School in Paris. In zweiter Ehe mit einer Französin verheiratet, starb er 1936 in Paris.

## Politische Überzeugungen
Sherrill war Mitglied der Republikaner, begeisterte sich aber für die faschistischen Führer. Er schrieb eine begeisterte Biographie über Benito Mussolini (den er mit Bismarck verglich) und gratulierte Adolf Hitler zu seinen Erfolgen. In einem langen Leserbrief an die New York Times machte er auch gegenüber der Öffentlichkeit keinen Hehl aus seiner Begeisterung.

## Internationales Olympisches Komitee
Sherrill war seit 1922 Mitglied des IOC und auch Mitglied in dessen Exekutivkomitee. Er spielte eine wichtige Rolle bei der Organisation der Olympischen Spiele 1932 in Los Angeles und half bei der amerikanischen Beteiligung an den Spielen 1936. Im Zuge der Auseinandersetzungen um die US-amerikanische Olympiateilnahme 1936 besuchte er 1935 auch Hitler, der sich mit ihm für eine Stunde unterhielt. Hierbei wurde Sherrill deutlich, dass die deutschen IOC-Mitglieder das Internationale Olympische Komitee durch falsche Zusagen schon 1933 betrogen hatten. Er warnte entsprechend den IOC-Präsidenten Henri de Baillet-Latour. Die Feinheiten der deutschen Rassengesetzgebung verstand Sherrill nicht, deshalb wollte er die Deutschen überreden, wenigstens einen Token Jew (so wie die Amerikaner einen symbolischen Farbigen in ihren Mannschaften hatten) aufzunehmen. Mit Rudi Ball (Eishockey) und Helene Mayer (Fechten) folgte Hans von Tschammer und Osten den Empfehlungen.